# Synagoga Lejba Szwajcara w Łodzi
Synagoga Lejba Szwajcara w Łodzi – prywatny dom modlitwy znajdujący się w Łodzi przy ulicy Podrzecznej 21.
Synagoga została zbudowana w 1891 roku z inicjatywy Lejba Szwajcara. Podczas II wojny światowej hitlerowcy zdewastowali synagogę.